# Maro pansibiricus
Maro pansibiricus là một loài nhện trong họ Linyphiidae.
Loài này thuộc chi Maro. Maro pansibiricus được Andrei V. Tanasevitch miêu tả năm 2006.